# Trick or Treat (zespół muzyczny)
Trick or Treat – włoski zespół powermetalowy, który powstał w 2002 roku w hołdzie dla zespołu Helloween. W 2003 nagrał album koncertowy Italian Helloween Tribute z coverami Helloween. Od 2006 roku Trick or Treat wydał 7 albumów studyjnych zawierających ich własne utwory.

## Skład

### Obecni członkowie zespołu
- Alessandro Conti - wokal (od 2002)
- Guido Benedetti - gitara (od 2002)
- Luca Venturelli - gitara (od 2014)
- Leone Villani Conti - gitara basowa (od 2002)
- Dario Capacci - perkusja (od 2023)

### Byli członkowie zespołu
- Luca Cabri - gitara (2002-2014)
- Nicola Tomei - perkusja (2002-2006)
- Mirko Virdis - perkusja (2006-2011)
- Luca Setti - perkusja (2011-2023)

## Dyskografia

### Albumy studyjne
- Evil Needs Candy Too (2006)
- Tin Soldiers (2009)
- Rabbits' Hill Pt. 1 (2012)
- Rabbits' Hill Pt. 2 (2016)
- Re-Animated (2018)
- The Legend of the XII Saints (2020)
- Creepy Symphonies (2022)

### Inne
- Italian Helloween Tribute (album koncertowy), 2003
- Like Donald Duck (Demo), 2005
- The Unlocked Songs (kompilacja), 2021
- A Creepy Night Live (album koncertowy), 2023